# Henric Edström
Henric Olov Johan Edström, född 8 juli 1998, är en svensk rappare från Söderköping, som numera är bosatt i Stockholm.
Edström började som artist 2019, men slog igenom först 2022 med hans hittills mest kända låtar "Bonaqua", och "Hot girls (dricker hothots)" som främst blev kända via TikTok. Båda låtar hamnade även på Sverigetopplistan samma år. Edström kallar sin musikstil för upptempo partmusik, och hans låttexter handlar ofta om festande, alkohol och sex.
I april 2024 hade han ungefär 200.000 lyssnare i månaden på Spotify.